# 潘桥街道
潘桥街道是中华人民共和国浙江省温州市瓯海区下辖的一个街道办事处。

## 行政区划
潘桥街道下辖以下村级行政区划单位：
潘东社区、潘南社区、潘西社区、潘北社区、华亭村、潘桥村、林桥头村、河西村、横塘村、仙门村、马桥村、丁岙村、学士前村、横屿头村、金堡村、岷岗前村、岷岗中村、岷岗后村、下岙村、屏山村、陈庄村、焦下村、泉塘村、东边村、桐岭村、陈岙村、方岙村和田平村。

## 交通
- 金温铁路：温州南站